# イスパノ HA 100
イスパノ HA 100
- 用途：練習機
- 設計者：ウィリー・メッサーシュミット
- 製造者：イスパノ航空機（Hispano Aviación）
- 運用者：スペイン空軍
- 初飛行：1954年12月10日
- 生産数：2機
- 運用状況：試作のみ

イスパノ HA 100トリアーナ（Triana、名前の由来はイスパノ航空機の工場があるセルビアのトリアーナ地区から）は、1950年代にスペインで開発された軍用練習機である。

## 概容
HA 100は第2次世界大戦後にウィリー・メッサーシュミットによって設計された最初の航空機であり、保守的な低翼単葉で首輪式降着装置を持っていた。操縦練習生と教官は前後タンデム式に搭乗した。
開発プログラムは、当時就役していたイスパノ HS 42とHA 43を代替するために1951年にスペイン政府が発行した要求仕様で始まった。イスパノは2種類のエンジンを搭載した2つのモデルを提案した。初等練習機のHA 100Eと高等練習機のHA 100Fの2機の製造が着手された。開発は様々な問題に直面し、ほとんどが適切な部品の入手に関することだったがその最たるものがエンジンであった。元々はENMASA SirioエンジンがHA 100E用に選ばれたが、これが使えないと分かったときにその代わりに初等練習機用にしては重いがより強力なENMASA Betaエンジンが使用されることになった。このエンジンの性能は満足するには程遠いものであると分かり、試作2号機（最初のHA 100F）が1955年2月に初飛行したときはライト R1300エンジンを搭載していた。
飛行テストは非常に満足いくものであり、40機分の契約に先立って行われたノースアメリカン T-28 トロージャンとの比較テストにおいて、HA 100は良い成績を示した。しかしエンジンの入手に関してはまだ問題が残されており、スペインには多数のライト エンジンを輸入する余裕が無かった。結局、生産は徐々に停止し、生産中の機体はスクラップにする決定が下された。回収された唯一の主翼と尾翼はHA 200の開発に利用された。

## 派生型
- HA 100E-1 ： 450 hp (336 kW) のENMASA Sirioエンジンを搭載する予定の初等練習機。試作機は750 hp (560 kW) のENMASA Betaエンジンを代わりに搭載して飛行。（1機のみ生産）
- HA 100F-1 ： ライト R1300エンジンを搭載した高等練習機。翼下に機銃と投下装置を装着予定。（1機のみ生産）

## 要目
（HA 100E）
- 乗員：2名
- 全長：8.87 m (29 ft 1 in)
- 全幅：10.40 m (34 ft 1 in)
- 全高：3.05 m (10 ft )
- 翼面積：17.00 m² (183 ft²)
- 空虚重量：1,024 kg (2,253 lb)
- 全備重量：1,743 kg (3,835 lb)
- エンジン：ENMASA Beta レシプロエンジン　750hp (560 kW)
- 最大速度：478 km/h (299 mph)
- 巡航高度：9,500 m (31,200 ft)
- 航続距離：840 km (525 miles)